# 런던 신학교
런던 신학교(London School of Theology,약칭 LST)는 영국의 복음주의 신학교이다. 1943년 영국 복음주의 신학계 최고의 학문수준달성을 목적으로 설립된 런던 바이블 칼리지(London Bible College,LBC)가 뿌리이며, 2004년 런던신학교로 개명되었다. 신약성서학자 도널드 거스리(Donald Guthrie), 역사신학자 토니 레인(Tony Lane)등이 런던 신학교에서 활동했거나, 활동하고 있다. 헌신적인 복음주의 기독교인들이 높은 수준의 성서적이고 신학적인 사고를 갖추도록 하는 것을 교육목적으로 소개한다.

## 역대 학장
- 1946년-1965년 - 에른스트 케번(Ernest Kevan)
- 1966년-1980년 - 길버트 커비(Gilbert Kirby)
- 1980년-1989년 - 마이클 그리피스(Micheal Griffiths)
- 1990년-1994년 - 피터 고터렐(Peter Cotterell)
- 1994년-2007년 - 데렉 티드볼(Derek Tidball)
- 2007년-2010년 - 싸이먼 스티어(Simon Steer)